# أوليفيا لويس
أوليفيا لويس (بالإنجليزية: Olivia Lewis) هي مغنية مالطية، ولدت في 18 أكتوبر 1978 في كورمي ‏ في مالطا.

## وصلات خارجية
- أوليفيا لويس على موقع IMDb (الإنجليزية)
- أوليفيا لويس على موقع ميوزك برينز (الإنجليزية)
- أوليفيا لويس على موقع ديسكوغز (الإنجليزية)